# كأس فنلندا 2013
كأس فنلندا 2013 (بالفنلندية: Jalkapallon Suomen Cup 2013)‏ هو الموسم 59 من كأس فنلندا. أقيم خلال الفترة 5 يناير 2013 وحتى 28 سبتمبر 2013، وأشرف على تنظيمه اتحاد فنلندا لكرة القدم، وكان عدد الأندية المشاركة فيه 198، وفاز فيه نادي روفانييمن بالوسورا.